# 리오 베이클랜드

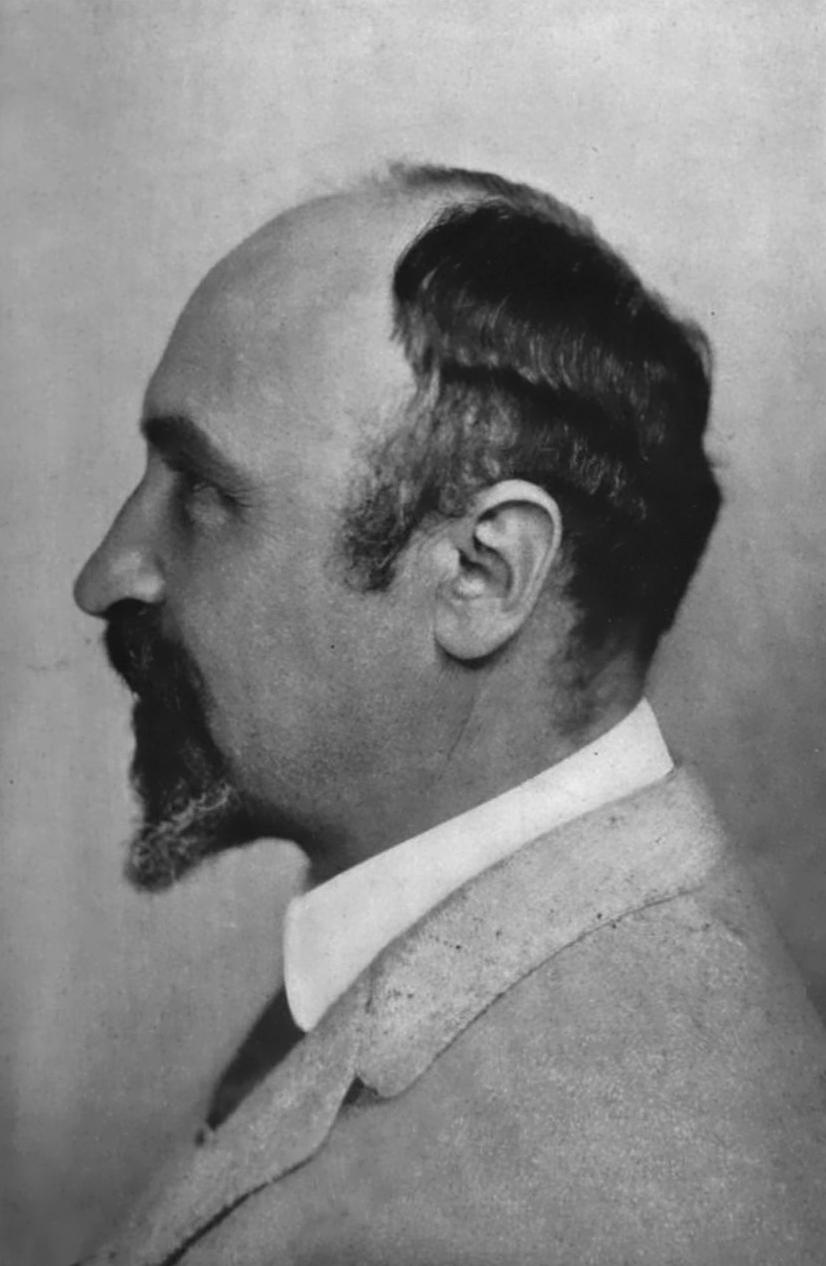

리오 헨드릭 아서 베이클랜드(Leo Hendrik Arthur Baekeland, 1863년 11월 14일 ~ 1944년 2월 23일)는 벨기에 출신 화학자로 미국의 기업인이고, 플라스틱 공업의 시조(始祖)로 여겨지는 인물이다.

## 생애와 학업
그는 1863년 11월 14일 벨기에 겐트에서 태어났다. 1880년 겐트대학교 화학과에 입학하여, 동 대학원까지 우등졸업(maxima cum laude)하며 만21세에 박사학위를 취득하였다.
1887년부터 브뤼게(Bruges)에 있는 국가고등보통학교(the Government Higher Normal School)의 물리 및 화학 교수와 겐트대학교 화학과 조교수로 재직하다가, 결혼한 부인 Celine Bakeland와 1889년부터 영국 및 미국의 대학들로 학술교류여정을 떠났다. 이 과정에서 뉴욕시 방문길에 컬럼비아대학교 Charles F. Chandler교수를 만났는데, 그의 권유로 미국에 영주하게 되었다.

## 사업과 발명
미국에서 살게 되면서는, 사진화학회사에 입사하여 인공조명에서 현상되는 인화지인 벨록스 개발에 성공하였다.
1905년부터는 셸락(shellac)의 대용품을 연구하기 시작하였으며, 페놀과 포름알데하이드를 반응시켜 최초의 합성수지를 만들고, 1906년에 특허를 얻어 베이클라이트(bakelite)라는 이름을 지었다.
이와 같은 발명을 기반으로 1910년에 베이클라이트사(社)를 창설하였는데, 이 회사는 1939년에 유니언 카바이드 앤드 카본사로 합병되었다.
그는 플라스틱공업의 시조(始祖)로 여겨지고 있으며, 1916년에는 퍼킨상(賞)을 수상하였다.